# Ciornîi Lis, Zbaraj
Ciornîi Lis (în ucraineană Чорний Ліс) este un sat în comuna Bazarînți din raionul Zbaraj, regiunea Ternopil, Ucraina. Satul este situat în nord-estul regiunii istorice Galiția.

## Demografie
Componența lingvistică a localității Ciornîi Lis
     Ucraineană (100%)
Conform recensământului din 2001, toată populația localității Ciornîi Lis era vorbitoare de ucraineană (100%).